# Nishino-shima (Ogasawara)
Pour l'île de l'archipel d'Oki, voir Nishino-shima (Oki).
L'île Nishino ou Nishino-shima (西之島, Nishinoshima) est une île volcanique du Japon faisant partie de l'archipel d'Ogasawara, située dans la sous-préfecture d'Ogasawara. Elle se trouve à environ 1 000 km au sud de Tokyo et à 130 km à l'ouest de l'Île Chichi.

## Géographie
L'île était à l'origine la partie émergée de la caldeira d'un volcan sous-marin d'environ 3 km de hauteur, actif lors du Pléistocène supérieur et de l'Holocène. Aucun signe d'activité volcanique n'a été observé sur l'île avant 1973, lorsqu'un nouvel îlot en éruption se forme à 400 mètres à l'est de l'île Nishino. Il devient rapidement plus grand que l'île et la rejoint en mars 1974.
Une nouvelle éruption se produit en novembre 2013, créant de nouveau un îlot au large de Nishino,. Une expulsion continue d'environ 200 000 m3 de lave chaque jour sur cette « nouvelle île Nishino » permet à l'îlot de s'étendre jusqu'à l'île principale. Le 26 décembre 2013, l'îlot mesure 450 mètres sur 500, et rejoint l'île Nishino, qu'il touche en deux points,.
Depuis lors, il n'existe plus qu'une seule île Nishino, passée d'une superficie de 0,29 km2 avant l'éruption de 2013 à 1,3 km2 en août 2014,. Début 2015, l'île continue de grossir vers l'est, le cratère rejetant de la matière cinq à six fois par minute.
Au Japon, il est très rare qu'un volcan continue de relâcher de la lave durant une période de plus de six mois[réf. nécessaire].

Vues satellites de l'île Nishino
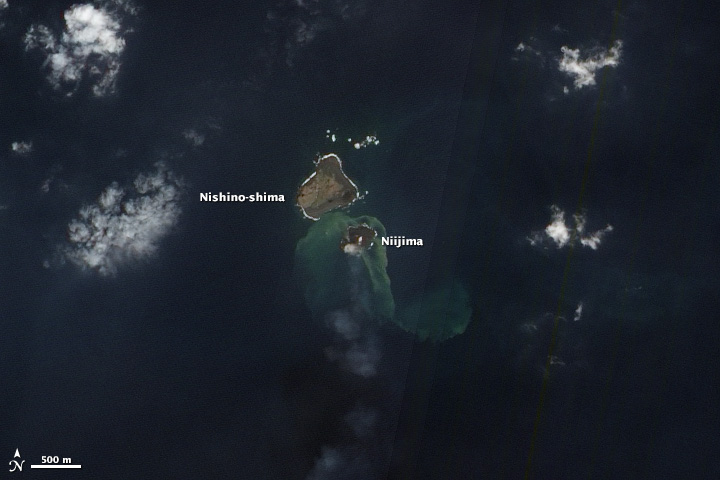
19 décembre 2013.
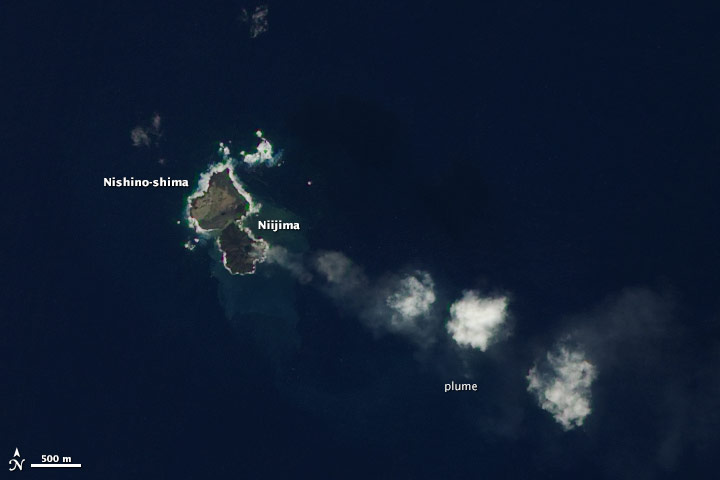
24 décembre 2013.
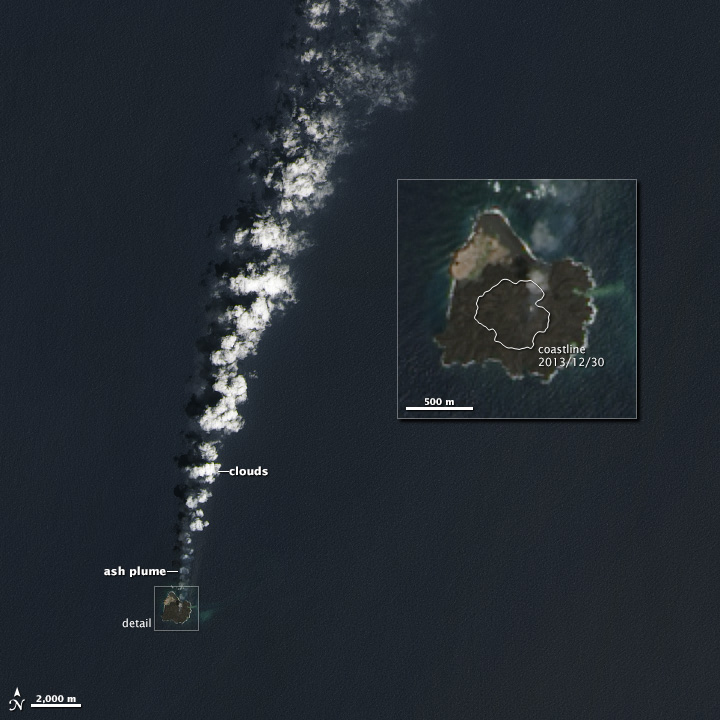
4 avril 2014.
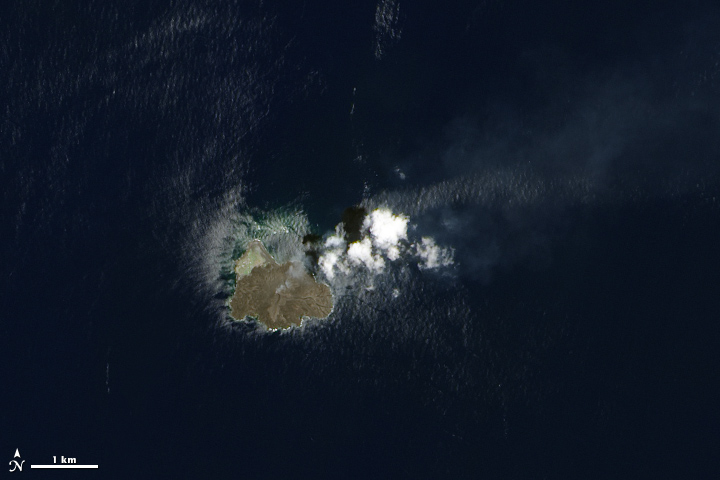
4 juillet 2014.

Au cours d'un survol de l'île le 9 mars, les garde-côtes japonais ont constaté une activité continue de l'évent central de Nishinoshima avec un panache de cendres s'élevant jusqu'à 1 km.
En novembre 2023, l'île Nishino mesurait environ 4 km2.

## Géologie

### Morphologie
Avant 1974, Nishino était une petite île verte qui n'avait connu aucune éruption au cours des 10 000 dernières années. L'île n'était que la pointe d'un volcan sous-marin d'une hauteur de 3 000 m et d'une largeur de 30 km à la base. Sa principale période d'activité s'étend du Pléistocène supérieur à l'Holocène. Le volcan a la forme d'une caldeira, le Nishino d'origine et quelques rochers voisins faisant partie de la crête nord-ouest d'une caldeira d'environ 1 km de diamètre. L'île mesurait à l'origine environ 650 m de long et 200 m de large. Une étude réalisée en 1911 a déterminé que la caldeira mesurait 107 m à son point le plus profond. Le volcan possède de nombreux cônes satellites sous-marins au sud, à l'ouest et au nord-est. Le cône sud s'élève jusqu'à 196 m de la surface, à environ 9 km au sud-est de Nishino.
Depuis l'éruption de 2013, les biologistes ont exprimé un grand intérêt pour la façon dont Nishinoshima serait colonisée par les plantes et la faune. On s'attend à ce que la matière organique, principalement déposée par les oiseaux nicheurs sous forme de plumes ou d'excréments, enrichisse la surface de l'île pour que les plantes puissent se développer. Pour éviter toute interférence du processus de colonisation, il a également été conseillé aux chercheurs de ne pas amener d'espèces extérieures à Nishinoshima.

#### Eruption de 1973-1974
Le 30 mai 1973, l'équipage d'un navire de passage a noté que, vers 11h00, une fumée blanche s'élevait à l'est de l'île à environ 100 m (330 ft) dans les airs toutes les quelques minutes. Une inspection aérienne effectuée le lendemain a révélé que l'éruption avait lieu à 400 m (440 yd) à l'est de l'île. Un tourbillon a également été vu. De l'eau de mer jaune-verte et des pierres ponces flottantes ont été vues à 5 km au nord du site. Une autre équipe a découvert que deux rochers noirs s'élevaient de la mer.
En juillet, l'éruption a continué à faire jaillir des fontaines d'eau toutes les quelques minutes avec une fumée blanche s'élevant à 100 m au-dessus du niveau de la mer. Le 14 septembre, une inspection aérienne a permis de constater qu'une nouvelle île s'était formée au-dessus du site de l'éruption sous-marine. L'île formait un cône de cendres d'environ 40 m (130 ft) de haut et 120 m (130 yd) de large. La nouvelle île avait un cratère de 70 m de diamètre qui éjectait fréquemment des cendres jusqu'à une hauteur maximale de 300 m. Une fumée blanche s'est élevée jusqu'à une hauteur d'environ 1,5 km. De la fumée blanche s'élevait à une hauteur d'environ 1 500 m.
En novembre, une éruption fissuraire a été constatée sur la nouvelle île avec une chaîne de cônes de cendres allant du sud-ouest au nord-est. Les cônes les plus récents se sont formés à l'extrémité de la chaîne, le cône d'origine ayant été détruit par les vagues. Les cônes émettent des cendres à une hauteur d'environ 300 m (980 ft).
En décembre, la nouvelle île est devenue plus grande que le "vieux" Nishinoshima. L'île fait 700 m de long et 250 m de large ; la nouvelle île a maintenant un cratère central qui s'élève jusqu'à 40 m de haut. Le cône continue d'éjecter des cendres et des scories jusqu'à une hauteur de 100 m (330 ft). Un petit cratère sur la nouvelle île émettait également des coulées de lave.
En février 1974, la nouvelle île avait développé deux cônes de cendres à l'extrémité ouest de la nouvelle île, mais seul le cône de cendres oriental était en éruption. Le 11 janvier, des observations ont permis de constater que le cône de cendres oriental actif émettait une coulée de lave.
En mars, la nouvelle île était toujours en éruption ; elle comptait alors cinq cônes de cendres ; l'un d'entre eux émettait de la lave rougeoyante. Des coulées de lave continuent de s'échapper des flancs de la nouvelle île. Le 1er mars, les cinq cônes de cendres sont silencieux, mais une grande coulée de lave peut encore jaillir des flancs de l'île. Après cela, l'éruption a pris fin ; des mouvements de vagues ont alors rejoint la nouvelle et l'ancienne île.

#### Éruption de 2013-2015
En novembre 2013, une éruption a créé une nouvelle petite île au sud-sud-est du rivage de l'île originale,,. En décembre 2013, l'île s'élevait à 20-25 m (66-82 ft) au-dessus du niveau de la mer, avec une superficie de 56 000 mètres carrés (13,8 acres). L'île était considérée comme suffisamment grande pour maintenir une présence au-dessus du niveau de la mer pendant au moins plusieurs années,. Le 20 décembre 2013, l'île avait grandi assez rapidement pour que les experts prédisent qu'elle se joindrait probablement à Nishinoshima avant la fin de 2013 et cesserait d'être une île distincte. Le 26 décembre 2013, les garde-côtes japonais ont confirmé que les deux îles s'étaient jointes.
L'agence spatiale américaine, la NASA, affirme que deux cônes se sont formés autour des principales cheminées volcaniques et se dressent à plus de 60 m (200 ft) au-dessus du niveau de la mer. La partie la plus récente de l'île est désormais plus grande que la masse terrestre originale de Nishinoshima. L'île fusionnée mesure un peu plus de 1 km de diamètre.
En juillet et août 2014, l'écoulement de la lave a augmenté, entraînant une expansion rapide de l'île vers l'est. Entre septembre et décembre, la coulée de lave a encore augmenté et s'est dirigée vers le nord, recouvrant presque complètement l'île préexistante, ne laissant qu'une petite partie de l'ancienne île exposée. Le 27 décembre 2014, les autorités japonaises ont déclaré que l'île avait atteint une superficie de près de 2,3 km2 (570 acres), qu'elle s'était élevée à environ 110 m (360 pieds) au-dessus du niveau de la mer et que le volcan était toujours actif[6]. Un cône pyroclastique s'est formé autour des évents et a fait monter l'île à environ 135 m (442 ft) le 23 février 2015.
L'éruption s'est poursuivie tout au long du premier semestre 2015, et l'île a continué à s'étendre. Cependant, en août, le volcan a cessé d'émettre de la fumée et des cendres, mais a continué à émettre de la lave. Au 16 septembre 2015, la superficie totale de l'île avait légèrement diminué, mais la zone fumarolique s'était étendue car " l'activité volcanique vigoureuse s'est poursuivie sans changement significatif ". Les éruptions ont repris peu après, mais le 17 novembre 2015 a été la date de la dernière éruption explosive observée. L'activité fumerolique s'est poursuivie, mais a diminué en quantité, aucune nouvelle coulée de lave n'ayant été observée. Des baisses de température ont également été enregistrées, et un affaissement a été observé près du sommet du volcan. En août 2016, l'Agence météorologique japonaise a annoncé que le niveau d'alerte pour le volcan avait été abaissé, et que la zone d'interdiction d'entrée avait été réduite d'un rayon de 2 km (1,2 mi) à un rayon de 500 m (1 600 ft), ce qui permettrait enfin les atterrissages sur l'île. La décoloration de l'eau était encore évidente immédiatement au large en août, indiquant que l'activité volcanique, bien qu'en déclin significatif, était toujours présente. Le 14 février 2017, l'Agence météorologique japonaise a annulé toutes les alertes pour l'île, déclarant qu'il n'y avait aucune indication d'éruptions ultérieures.
En octobre 2016, une équipe de scientifiques s'est rendue à Nishinoshima pour mener des recherches sur l'île. Outre la documentation de l'écologie et de la géologie de l'île, des équipements de surveillance ont également été installés pour une future activité volcanique.
Wyss Yim, professeur de sciences de la Terre à la retraite, a émis la théorie selon laquelle l'éruption de Nishinoshima a provoqué le North Pacific Blob, une masse d'eau chaude superficielle au large de la côte Pacifique de l'Amérique du Nord.

#### Éruptions de 2017 et 2018
Le 20 avril 2017, les garde-côtes japonais ont confirmé des éruptions explosives au niveau du cratère n°7 du Nishinoshima et des coulées de lave sortant de la base du volcan. Les images satellite du 19 avril ont également confirmé des températures élevées sur l'île. L'examen des données a révélé que l'éruption a probablement commencé le 17 avril. Le 27 avril, deux coulées de lave avaient atteint la mer, l'une sur la rive ouest, l'autre sur la rive sud-ouest de l'île. Le 29 juin, les coulées avaient créé deux lobes, l'un s'étendant sur 330 mètres au-delà de la rive ouest, et l'autre sur 310 mètres au sud-ouest. La superficie de l'île est passée à 2,9 km2. En juillet, les températures de surface ont commencé à diminuer jusqu'à ce qu'elles ne se distinguent plus de celles des environs en août ; les coulées de lave ont également cessé à la fin du mois d'août. Le 3 octobre, le Comité de coordination pour la prévision des éruptions volcaniques de l'Agence météorologique japonaise a annoncé que Nishinoshima avait probablement cessé d'entrer en éruption. En juin 2018, la JMA a annoncé que la zone d'interdiction d'accès avait été réduite d'un rayon de 2 km (1,2 mi) à un rayon de 500 m (1 600 ft). Cependant, un mois plus tard, la zone a été ramenée à 1 500 m après que de petites éruptions ont été repérées le 12 juillet 2018. Ces éruptions se sont rapidement calmées et la zone d'interdiction d'accès a été réduite à 500 m le 31 octobre 2018.

#### Éruption de 2019-2020
Le 6 décembre 2019, les garde-côtes japonais ont confirmé le retour de l'activité explosive à Nishinoshima, avec de nouvelles coulées de lave entrant dans la mer dès le lendemain Les conditions étaient suffisantes pour que l'Agence météorologique émette un avertissement aux navires de passage de rester à l'écart de Nishinoshima.
En janvier 2020, les observations des garde-côtes japonais ont confirmé que la lave s'écoulait sur la côte nord-est. Une activité supplémentaire a été observée le 4 février, et l'extension nord de l'île était attendue.
Le 25 juin 2020, l'éruption explosive-effusive se poursuivait toujours, avec des coulées de lave sur le versant nord-est du volcan, ainsi que des panaches de cendres atteignant 2600 mètres (8500 pieds).
Le 4 juillet, un panache de cendres a atteint une hauteur de 8300 mètres (27200 ft). Le 14 août 2020, il a atteint une taille de 4,1 km2 (1,6 sq mi) avec un diamètre de plus de 2 km (1,2 mi).

#### Éruption de 2021
Le 14 août 2021, vers 6 heures du matin, des satellites artificiels ont confirmé une éruption pour la première fois depuis fin août 2020. La hauteur de l'éruption était d'environ 1900m.
Le 15 août 2021, les garde-côtes japonais ont fait des observations par avion, mais aucune éruption n'a été confirmée.

#### Éruption de 2022
Le 1er octobre 2022, des images satellites ont confirmé que le Nishinoshima était à nouveau en éruption et a continué à entrer en éruption jusqu'au 12 octobre, date à laquelle un avion des garde-côtes japonais a confirmé que la crise éruptive était terminée mais que le volcan restait en éruption. La hauteur maximale atteinte par le panache de fumé est de 3500 mètres.

## Écologie
Depuis l'éruption de 2013, les biologistes ont exprimé un grand intérêt pour la façon dont Nishinoshima serait colonisée par les plantes et la faune. On s'attend à ce que la matière organique, principalement déposée par les oiseaux nicheurs sous forme de plumes ou d'excréments, enrichisse la surface de l'île pour que les plantes puissent y pousser. Pour éviter toute interférence du processus de colonisation, il a également été conseillé aux chercheurs de ne pas amener d'espèces extérieures à Nishinoshima.
En octobre 2016, une équipe de scientifiques s'est rendue à Nishinoshima pour examiner son environnement et sa composition géologique pour la première fois de près. Leurs études ont permis de découvrir que la vie végétale et animale continue d'exister sur la partie restante de l'ancienne île de Nishinoshima qui n'avait pas été recouverte par la lave. Une équipe vidéo de Nippon TV a filmé des fous masqués en train de pondre des œufs et un groupe de dauphins (soit Indo-Pacifique, Tursiops aduncus, soit à bec commun, T. truncatus) nageant au large de la côte. Les chercheurs ont également découvert des fous de Bassan, des râles et des oreillards vivant sur l'île. Plusieurs cétacés étaient connus pour vivre autour de l'île avant l'éruption, comme les dauphins à long bec et les globicéphales à nageoires courtes, ainsi que le grand dauphin mentionné ci-dessus. Des baleines à bosse avaient été vues avant l'éruption, et leur retour récent a également été confirmé. En termes de flore, des plantes qui étaient présentes sur l'île d'origine, comme le chiendent et le pourpier, ont été trouvées en train de pousser à nouveau sur la "vieille" section de Nishinoshima.

## Zone importante pour les oiseaux
L'île et ses eaux environnantes ont été reconnues comme une zone importante pour la conservation des oiseaux (ZICO) par BirdLife International car elles abritent une population de sternes huppées.